# Sonnengesang (Franz von Assisi)

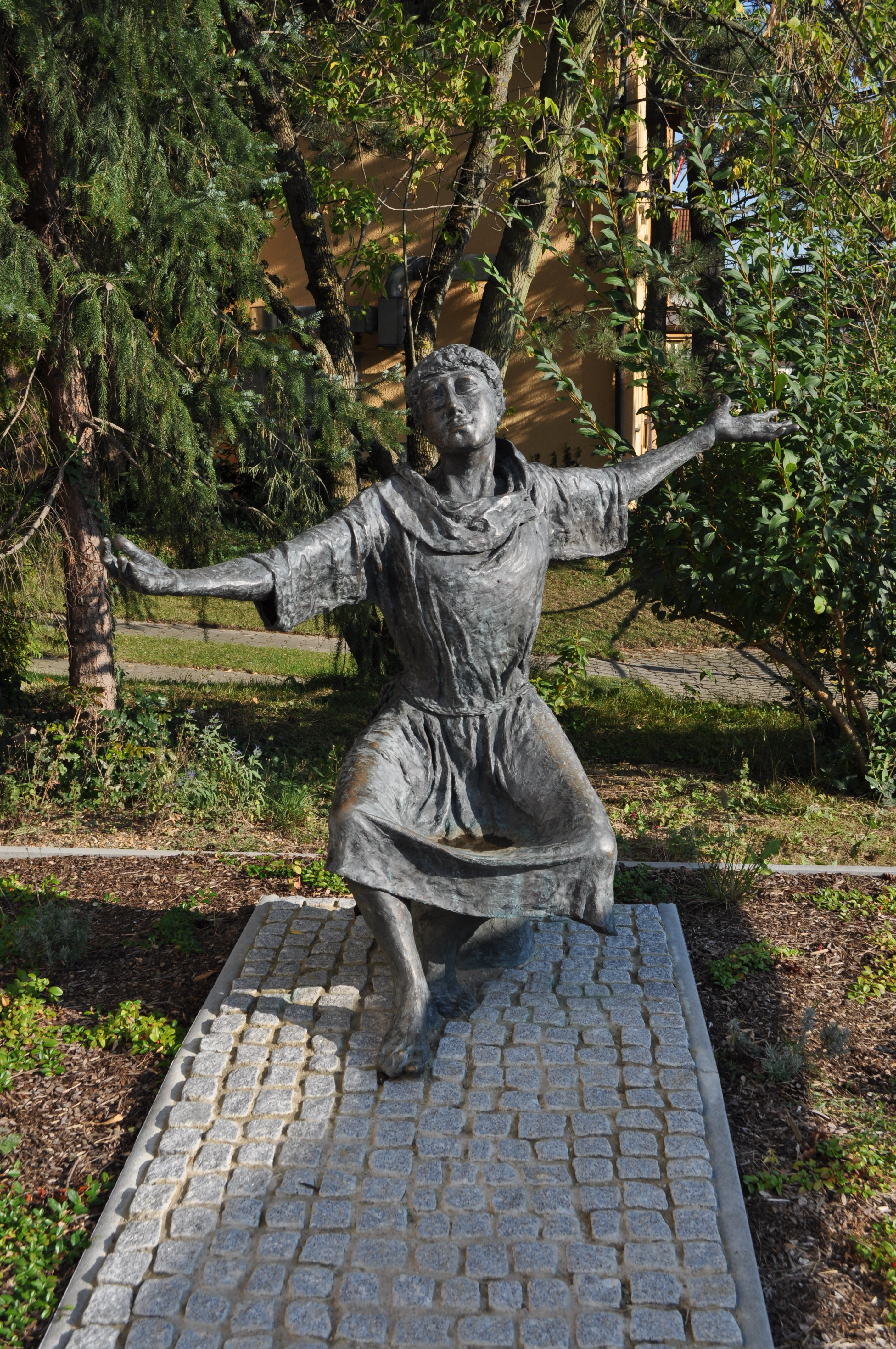
Skulptur Sonnengesang des heiligen Franziskus in Burgholzhausen

Der Sonnengesang ist ein Gebet, das Franz von Assisi im 13. Jahrhundert verfasste. Es preist die Schönheit der Schöpfung und dankt Gott dafür. Dieser Hymnus gilt als ältestes Zeugnis italienischer Literatur.

## Allgemeines
Franziskus dichtete seinen Gesang auf die Schöpfung (Il Cantico delle Creature, Cantico di Frate Sole  oder lateinisch Laudes Creaturarum, etiam Canticum Fratris Solis) an seinem Lebensende, vermutlich Ende 1224 oder Anfang 1225, als er schwerkrank in San Damiano bei Assisi lag. Er ruft darin den Menschen zum Lobpreis Gottes in all seinen Geschöpfen auf. Die Echtheit ist durch die Biografie des Thomas von Celano bezeugt (2 Celano 213). Er vergleicht das Lied mit dem Gesang der drei Jünglinge im Feuerofen (Dan 3,51 ). Celano berichtet, Franziskus habe das Lied in seiner Todesstunde von zweien seiner Brüder singen lassen. Einige Quellen gehen davon aus, dass die ersten neun Strophen früher entstanden sind und die Friedensstrophe etwas später angefügt wurde. Die Todesstrophe sei von Franziskus erst kurz vor seinem Tod verfasst worden.
Das Lied wurde von Franz von Assisi in «volgare umbro», einem hochmittelalterlichen umbrischen Dialekt gedichtet. Im Gegensatz zu den meisten anderen Texten des Heiligen Franziskus ist vom Sonnengesang die umbrisch-volkssprachliche Fassung erhalten geblieben. Dichtung in der Volkssprache war in der italienischen Kultur dieser Zeit noch höchst ungewöhnlich. Der Sonnengesang gilt als ältestes Zeugnis italienischer Literatur.
Im italienischen Original ist von „Bruder Sonne“ und „Schwester Mond“ die Rede, weil im Italienischen wie im Lateinischen die Sonne männlich (il sole), der Mond weiblich (la luna) ist; dasselbe gilt für „Schwester Tod“ (la morte). Deutsche Übersetzungen passen den Text hier oft dem deutschen Sprachgebrauch an und sprechen von „Schwester Sonne“ usw. Die unten wiedergegebene Übersetzung ist dagegen wörtlich.
Der Sonnengesang gehört zu den am meisten rezipierten Gebeten des Franziskus. Es wird häufig im Sinne einer reinen Naturromantik betrachtet. Das ist jedoch unzutreffend; die Schöpfung steht zwar im Mittelpunkt, das Gebet richtet sich jedoch an Gott den Schöpfer. Die Schöpfung wird also nicht um ihrer selbst willen romantisch verklärt, sondern dient als Grund für Lobpreis und Dank Gottes, einschließlich der Annahme von Krankheit und Sterben.

## Der Sonnengesang
| Text in «volgare umbro» | Deutsche Übersetzung |
| --- | --- |
| Il Cantico di Frate Sole (Cantico delle Creature) | Der Gesang von Bruder Sonne (Gesang der Geschöpfe) |
| Altissimu onnipotente bon signore, tue so le laude la gloria e l’honore et onne benedictione. Ad te solo, altissimo, se konfano, et nullu homo ene dignu te mentovare. Laudato sie, mi’ signore, cun tucte le tue creature, spetialmente messor lo frate sole, lo qual’è iorno, et allumini noi per loi. Et ellu è bellu e radiante cun grande splendore, de te, altissimo, porta significatione. Laudato si’, mi signore, per sora luna e le stelle, in celu l’ài formate clarite et pretiose et belle. Laudato si’, mi signore, per frate vento, et per aere et nubilo et sereno et onne tempo, per lo quale a le tue creature dai sustentamento. Laudato si’, mi’ signore, per sor aqua, la quale è multo utile et humile et pretiosa et casta. Laudato si’, mi’ signore, per frate focu, per lo quale enn’allumini la nocte, ed ello è bello et iocundo et robustoso et forte. Laudato si, mi’ signore, per sora nostra matre terra, la quale ne sustenta et governa, et produce diversi fructi con coloriti flori et herba. Laudato si’, mi’ signore, per quelli ke perdonano per lo tuo amore, et sostengo infirmitate et tribulatione. Beati quelli ke ’l sosterrano in pace, ka da te, altissimo, sirano incoronati. Laudato si’, mi’ signore, per sora nostra morte corporale, da la quale nullu homo vivente pò skappare. Guai acquelli, ke morrano ne le peccata mortali: beati quelli ke trovarà ne le tue sanctissime voluntati, ka la morte secunda nol farra male. Laudate et benedicete mi’ signore, et rengratiate et serviateli cum grande humilitate. | Höchster, allmächtiger, guter Herr, dein ist das Lob, die Herrlichkeit und Ehre und jeglicher Segen. Dir allein, Höchster, gebühren sie und kein Mensch ist würdig, dich zu nennen. Gelobt seist du, mein Herr, mit allen deinen Geschöpfen, besonders dem Herrn Bruder Sonne, der uns den Tag schenkt und durch den du uns leuchtest. Und schön ist er und strahlend in großem Glanz: von dir, Höchster, ein Sinnbild. Gelobt seist du, mein Herr, für Schwester Mond und die Sterne. Am Himmel hast du sie geformt, klar und kostbar und schön. Gelobt seist du, mein Herr, für Bruder Wind, für Luft und Wolken und heiteres und jegliches Wetter, durch das du deine Geschöpfe am Leben erhältst. Gelobt seist du, mein Herr, für Schwester Wasser. Sehr nützlich ist sie und demütig und kostbar und keusch. Gelobt seist du, mein Herr, für Bruder Feuer, durch den du die Nacht erhellst. Und schön ist er und fröhlich und kraftvoll und stark. Gelobt seist du, mein Herr, für unsere Schwester Mutter Erde, die uns erhält und lenkt und vielfältige Früchte hervorbringt, mit bunten Blumen und Kräutern. Gelobt seist du, mein Herr, für jene, die verzeihen um deiner Liebe willen und Krankheit ertragen und Not. Selig, die ausharren in Frieden, denn du, Höchster, wirst sie einst krönen. Gelobt seist du, mein Herr, für unsere Schwester, den leiblichen Tod; kein lebender Mensch kann ihm entrinnen. Wehe jenen, die in tödlicher Sünde sterben. Selig, die er finden wird in deinem heiligsten Willen, denn der zweite Tod wird ihnen kein Leid antun. Lobt und preist meinen Herrn und dankt und dient ihm mit großer Demut. |

## Abbildungen
Originalseiten aus dem Codex 338 aus dem Fondo Antico der Biblioteca Communale in Assisi, aufbewahrt im Sacro Convento di San Francesco, Assisi, Italien:

fol. 33r
fol. 34v

## Liturgische Verwendung

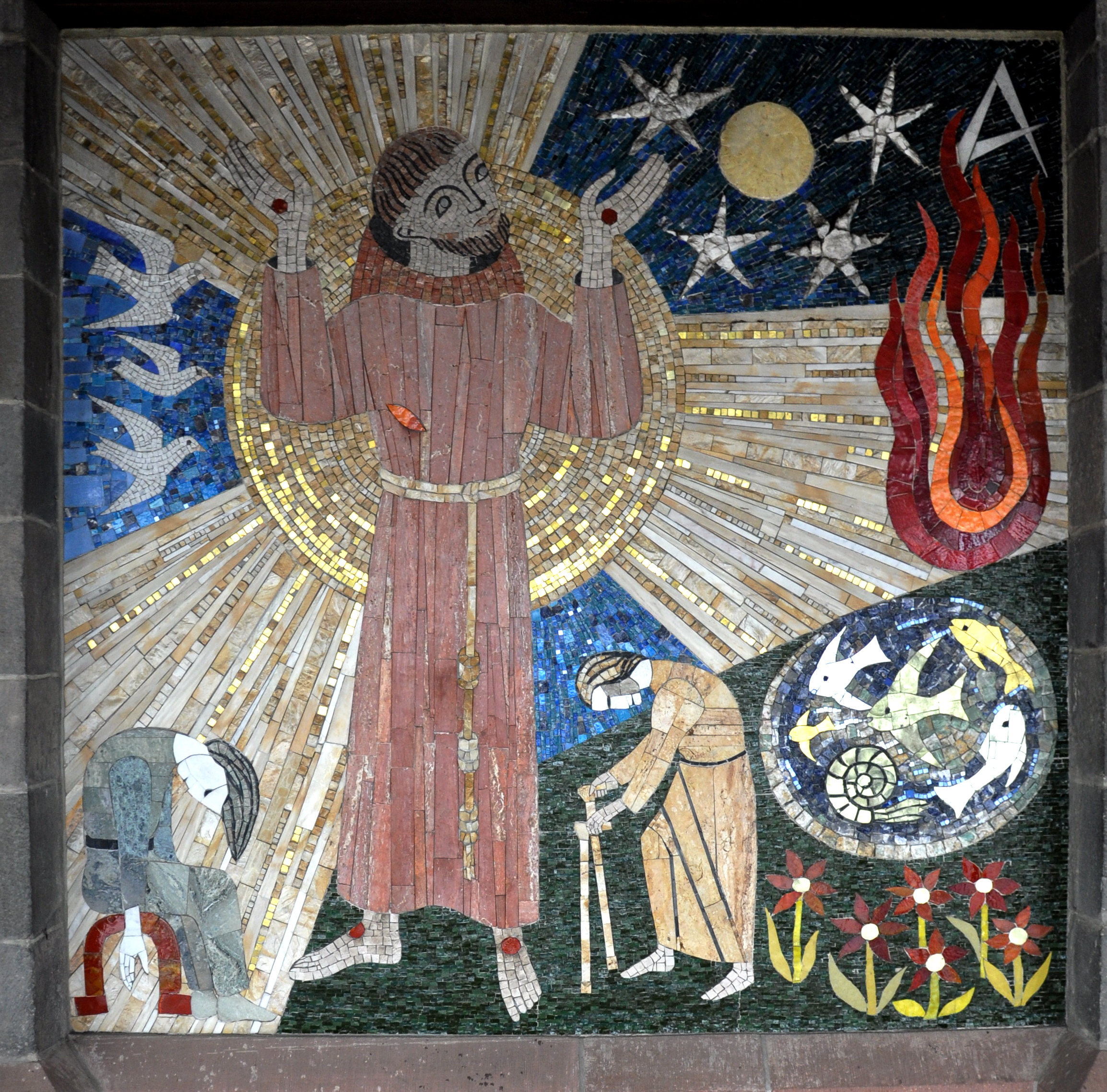
Mosaik zum Sonnengesang im Innenhof der Liebfrauenkirche in Frankfurt am Main von Schwester Ludgera (Kloster Reute bei Bad Waldsee) aus dem Jahr 1979

In christlichen Gottesdiensten findet der Sonnengesang ebenfalls Verwendung:
- Das Gotteslob enthält folgende Versionen:
  - den Originaltext Nr. 19.2
  - eine Paraphrase von Kurt Rose „Herr, dich loben die Geschöpfe“, Nr. 466
  - die Vertonung von Riz Ortolani, „Höchster, allmächtiger und guter Herr“ (Titelmelodie zum Film „Il Poverello“), Gotteslob Österreich Nr. 864
  - die Nachdichtung von Alexander Ziegert Dich lobt, mein Gott, was du gemacht zur Melodie Geh aus, mein Herz, und suche Freud im Diözesanteil Hamburg/Hildesheim/Osnabrück, Nr. 812
- Das Evangelische Gesangbuch enthält folgende Versionen:
  - in seinem Stammteil (Nr. 515), das katholische Gesangbuch des Bistums Essen Halleluja von 2010 und viele andere Liederbücher enthalten ein Lied, dessen Kehrvers die Anfangszeile der Franziskusstrophen im altitalienischen Original übernimmt: Laudato si, o mi signore; die neun Strophen lehnen sich an die Vorlage nur assoziativ an.
  - unter der Nummer 514 eine Melodie von Friedrich Spee 1623 mit einem deutschen Text von Karl Budde (1929) nach dem "All Creatures of our God and King" (Text: William Henry Draper (vor 1919) nach dem Sonnengesang des Franz von Assisi (1225))

## Rezeption in der Kunst
Auch in der Kunstwelt wurde die Thematik des Sonnengesanges umgesetzt:
- In den Tafelbilder der Bad Ditzenbacher Künstlerin Christel Fuchs werden die Themen des Sonnengesangs künstlerisch interpretiert. Dargestellt wird das Gesamtkunstwerk im Kunstbildband Cantico delle creature. Manuela Kinzel Verlag, ISBN 978-3-937367-23-1 und ISBN 978-3-937367-29-3.
- In den seitlichen Retabelbildern zum steinernen Franziskusaltar von Elmar Hillebrand in der Pfarrkirche St. Henry in  Esch sur Alzette  wurde der Sonnengesang von  Clemens Hillebrand  thematisiert.

## Rezeption in der Musik
Ebenso fand der Sonnengesang in der Musik breiten Widerhall:
- Conrad Artmüller: Cantico delle Creature, Symphonische Suite für großes Orchester, Chor und Solostimmen (Sopran, Alt, Tenor, Bass). Uraufführung 2009 in Wien, 2010 ital. Erstaufführung in der Basilica Superiore San Francesco, Assisi.
- Alfred Baum: „Der Sonnengesang“ des hl. Franz von Assisi für Alt (Mezzosopran) und Orgel (1937–1939)
- Angelo Branduardi: Il Cantico delle Creature, deutsch: Der Sonne Gesang.[4]
- Friedrich Cerha: Sonnengesang des Heiligen Franz von Assisi, für Soli, gemischten Chor und Streichorchester (1948–1952)
- Jim Curnow: Canticle of the Creatures – Lobgesang der Geschöpfe, symphonische Suite für Blasorchester.
- Max Drischner: Sonnen Hymnus, Passacaglia in E-Dur für Orgel. 1955, Schultheiss CLS220.
- Petr Eben: Cantico delle creature, Motette für vierstimmigen gemischten Chor a cappella.
- Sandro Fuga: Cantico delle creature: per una voce media con accompagnamento di pianoforte , 1943. Torino.
- Kurt Gäbele (Musik) / Paul Nagler (Text): Franziskus – Das Musical, Musical für Blasorchester, Chor und Solostimmen. Im zweiten Teil wird der Sonnengesang gesungen, bevor sich die zwei Zeiten (Moderne und Mittelalter) zum Finale treffen. Uraufführung 2007 in Hawangen bei Memmingen.[5][6]
- Sofia Gubaidulina: Sonnengesang, für Violoncello, gemischten Chor, Schlagzeug und Celesta. 1997.
- Paavo Heininen: „Cantico della Creature“, op. 17 (1968–70). [baritone and orchestra or piano]
- Helge Jung: Laudes Creaturarum – quas fecit Beatus Franciscus ad Laudem et Honorem Dei, für vier bis achtstimmigen gemischten Chor a cappella op. 39. 1982.
- Benno Jünemann: Der Sonnengesang, für vierstimmigen Chor, Sopran, Bass und Orgel. 1995.
- Wilhelm Killmayer: „Altissimu“ Lobgesang des Franz von Assisi, 1969 [Sopran, Tenor-Blockfloete, Bongo, 3 Tom-toms und Pauke], Mainz, Schott.
- Franz Liszt: Sonnenhymnus des heiligen Franz von Assisi (Cantico del sol di San Francesco d’Assisi), für Bariton, Männerchor, Orchester und Orgel. 1862, revidiert 1880–1881. Klavierfassung erstmals 1983 ediert.[7]
- Klaus Miehling: Der Sonnengesang des Franziskus von Assisi, Motette für Sopran, Tenor (Bariton), Altblockflöte, Barockvioline, Orgel und Generalbass op. 147. 2008, Flautando-Manuskriptesammlung.
- Paul Müller-Zürich: Der Sonnengesang des heiligen Franz von Assisi, op. 29 (1938, UA 3. April 1939) für Sopran- und Alt-Solo, kleinen Frauenchor, Flöte, Klarinette, Bassklarinette, Violine, Viola und Violoncello, Kontrabass
- Carl Orff: Sonnengesang des heiligen Franziskus, für 4stg. Frauen- oder Kinderchor. 1954, Schott Verlag.
- Philipp Ortmeier: Cantico delle Creature, für Flöte, Harfe und gemischten Chor. 2025, Edition Choris Mundi.[8]
- Riz Ortolani, Donovan Leitch: Fratello sole, sorella luna (italienische Fassung), bzw. Brother Sun, Sister Moon (englische Fassung), für den Spielfilm Bruder Sonne, Schwester Mond von Franco Zeffirelli. 1972.
- Daniel Pacitti: „Cantico delle Creature“, für Solostimme, Chor und Instrumentalbegleitung: Klavier, Flöte, Gitarre, November 2017.
- Johannes Petzold: Sonnengesang nach Franz von Assisi, für 1–3stg. Kinderchor, Solostimmen (Sopran, Bariton), Flöte und Orgel. 1975, Strube Edition 1261.
- Winfried Pilz: Laudato si,  Neues Geistliches Lied von Winfried Pilz. Es wurde ins Evangelische Gesangbuch von 1993 aufgenommen (Nr. 515, Rubrik Natur und Jahreszeiten) in freier Anlehnung an den Sonnengesang des heiligen Franz von Assisi zu einer anonym überlieferten Melodie aus Italien.
- Lothar Reubke: Il cantico di Frate Sole für vierstimmigen gemischten Chor, Leierchor, Flöte und Trompete, um 1983[9]
- Peter Reulein (Musik) / Helmut Schlegel (Libretto): Laudato si‘ – Ein franziskanisches Magnificat. Oratorium für Chor und Orchester, Dehm Verlag, uraufgeführt am 6. November 2016 im Limburger Dom[10][11]
- Gerald Spitzner: „Cantico delle Creature“ für 2 Chöre und Orchester. Fernsehübertragung der UA am 8. Dezember 2009 zum 800-Jahr-Jubiläum des Franziskanerordens im Bernhardinerkloster Rzeszów, Polen.[12]
- Walter Steffens: Cantico della Creatura – Sonnengesang des Francesco d'Assisi, für Gesang und Glockenspiel (auch für Sopran und Altflöte). Kompositionsauftrag der Gesellschaft der Musikfreunde der Abtei Marienmünster. 2002.
- Ludger Stühlmeyer: Klangrede – Sonnengesang des Franziskus, für Chor (SATB), Violine und Orgel, UA: Capella Mariana 2015 im Rahmen der Tage Neuer Kirchenmusik in Bayern.[13]
- Hermann Suter: Oratorium Le Laudi di San Francesco d’Assisi. Uraufführung 1924.
- Klemens Vereno: Der Sonnengesang des Hl. Franz von Assisi, für Sopran, Tenor, einstimmigen gem. Chor und Kammerorchester. 1984, Edition KV.
- Andreas Weil: Sonnengesang, für gleichstimmigen Chor und Orgel. 2006, Möseler Verlag.
- Thilo von Westernhagen: "Il Cantico di frate sole" für Soli, Chor, Orgel und Orchester. 1997/2001 Uraufführung im Schönberger Musiksommer
- Andreas Willscher: Aquarium, Kompositionszyklus für Orgel inspiriert von den Glasfenstern in der Franziskuskirche Hamburg-Barmbek zum Sonnengesang. 2008, Butz Verlag 2158.
- Andreas Willscher: Insektarium, Kompositionszyklus für Orgel inspiriert von den Glasfenstern in der Franziskuskirche Hamburg-Barmbek zum Sonnengesang. 2004, Butz Verlag 1908.
- Andreas Willscher: Vogelarium, Kompositionszyklus für Orgel inspiriert von den Glasfenstern in der Franziskuskirche Hamburg-Barmbek zum Sonnengesang. 2011, Butz Verlag 2408.
- Paul Winter: Missa Gaiain Zusammenarbeit mit Paul Halley, Jim Scott, Oscar Castro-Neves und Kim Oler. Sie wurde ursprünglich zum 800. Geburtstag des Franziskus von Assisi im Jahr 1981 geschrieben und in der Kathedrale St. John the Divine in Manhattan uraufgeführt.

## Belege
1. ↑  Oktavian Schmucki: Franciscus „Dei laudator et cultor“; in: Laurentianum 10 (1969), S. 34–35
2. ↑  franziskaner.net, Der Sonnengesang (Autor: Bruder Peter Forbes)
3. ↑  Leonhard Lehmann OFMcap, Gotteslob 19.2.
4. ↑  Auf der CD „L’infinitamente piccolo“ von 2000 Offizielle Website von A. Branduardi: „L’infinitamente piccolo“ (Memento des Originals vom 26. September 2011 im Internet Archive)  Info: Der Archivlink wurde automatisch eingesetzt und noch nicht geprüft. Bitte prüfe Original- und Archivlink gemäß Anleitung und entferne dann diesen Hinweis., abgerufen am 2. Mai 2011.
5. ↑  Franziskus – Das Musical. In: www.franziskus-musical.de. Abgerufen am 28. Mai 2016.
6. ↑  Franziskus – Das Musical. In: www.franziskus-musical.de. Abgerufen am 28. Mai 2016.
7. ↑  Silvia Harnisch, „Sonnengesang“, CD 2012, Müller & Schade, Bern Hörproben der Klavierfassung
8. ↑  Nina Kiermayer: Die Natur hörbar machen. In: Passauer Neue Presse, 4. Juli 2025, S. 7 Feuilleton.
9. ↑  Erstveröffentlichung: Norddeutscher Arbeitskreis für Leierspiel, Hannover 2000; aktuelle Ausgabe in der edition zwischentöne, 2012 (mit Partiturauszug als PDF); Konzertmitschnitt vom 30. Oktober 2011 aus der Sint Nicolaaskerk in Muiden auf YouTube.
10. ↑  Gabriel Dessauer, Franz Fink, Andreas Großmann, Peter Reulein: Laudato si‘ – Ein franziskanisches Oratorium – Oratorium für Chor, Soli und Orchester. Hrsg.: Referat Kirchenmusik des Bistums Limburg. Limburg an der Lahn 6. November 2016 (Textheft zur Uraufführung am 6. November 2016 im Hohen Dom zu Limburg).
11. ↑  Pontifikalamt und Festkonzert – Referat Kirchenmusik im Bistum Limburg feiert 50. Geburtstag. Bistum Limburg, 25. Oktober 2016, archiviert vom Original (nicht mehr online verfügbar) am 6. November 2016; abgerufen am 6. November 2016.  Info: Der Archivlink wurde automatisch eingesetzt und noch nicht geprüft. Bitte prüfe Original- und Archivlink gemäß Anleitung und entferne dann diesen Hinweis.
12. ↑  Zur Entstehung
13. ↑  Klangräume für sakrale Musik unserer Tage schaffen. In: Die Tagespost, 15. Oktober 2015, S. 10 Kultur.